# عبدال هودج
عبدال هودج (بالإنجليزية: Abdul Hodge) هو لاعب كرة قدم أمريكية أمريكي، ولد في 2 سبتمبر 1983 في سانت توماس في الولايات المتحدة.

## وصلات خارجية
- عبدال هودج على موقع مرجع كرة القدم المحترفة.كوم (الإنجليزية)